# Гіллкрест (Техас)
Гіллкрест (англ. Hillcrest) — селище (англ. village) в США, в окрузі Бразорія штату Техас. Населення — 705 осіб (2020).

## Географія
Гіллкрест розташований за координатами 29°23′31″ пн. ш. 95°13′21″ зх. д. / 29.39194° пн. ш. 95.22250° зх. д. (29.392047, -95.222603).  За даними Бюро перепису населення США в 2010 році селище мало площу 1,14 км², з яких 1,14 км² — суходіл та 0,00 км² — водойми.

## Демографія
Згідно з переписом 2010 року, у селищі мешкало 730 осіб у 287 домогосподарствах у складі 244 родин. Густота населення становила 641 особа/км².  Було 294 помешкання (258/км²).
Расовий склад населення:
| - 95,9 % — білих - 0,7 % — азіатів - 0,3 % — чорних або афроамериканців - 0,1 % — корінних американців - 1,5 % — осіб інших рас |

До двох чи більше рас належало 1,5 %. Частка іспаномовних становила 12,3 % від усіх жителів.
За віковим діапазоном населення розподілялося таким чином: 18,5 % — особи молодші 18 років, 54,2 % — особи у віці 18—64 років, 27,3 % — особи у віці 65 років та старші. Медіана віку мешканця становила 51,5 року. На 100 осіб жіночої статі у селищі припадало 98,4 чоловіків;  на 100 жінок у віці від 18 років та старших — 95,1 чоловіків також старших 18 років.
Середній дохід на одне домашнє господарство  становив 91 365 доларів США (медіана — 80 833), а середній дохід на одну сім'ю — 99 352 долари (медіана — 87 273). Медіана доходів становила 78 125 доларів для чоловіків та 45 500 доларів для жінок. За межею бідності перебувало 7,6 % осіб, у тому числі 9,2 % дітей у віці до 18 років та 7,1 % осіб у віці 65 років та старших.
Цивільне працевлаштоване населення становило 289 осіб. Основні галузі зайнятості: освіта, охорона здоров'я та соціальна допомога — 28,7 %, науковці, спеціалісти, менеджери — 13,8 %, виробництво — 10,7 %, роздрібна торгівля — 10,4 %.